# Juninho Paulista
Oswaldo Giroldo Júnior, más conocido como Juninho o Juninho Paulista (São Paulo, 22 de febrero de 1973), es un exfutbolista brasileño. Jugaba de mediocampista y su último club fue el Ituano F. C. de la serie C de Brasil.

## Trayectoria
Juninho inició su carrera profesional en el Ituano Futebol Clube, un pequeño equipo del estado de São Paulo. Tras un buen rendimiento en el Campeonato Paulista, fue comprado por el São Paulo Futebol Clube.
En el São Paulo, ganó la Copa Libertadores de América y la Copa Intercontinental.
Juninho Paulista debutó en la selección brasileña el 22 de febrero de 1995, contra la selección eslovaca, en un partido amistoso disputado en Fortaleza, Brasil.
Ficha por el Middlesbrough en 1995, realizando buenas temporadas. El descenso a segunda división del club en su segunda temporada, a pesar de dos subcampeonatos de copa logrados estas dos temporadas, obligó al club a venderlo en 1997.
Fichó por el Atlético de Madrid en 1997, disputando tanto liga como Copa de la UEFA con asiduidad. Se convierte en un jugador clave de la plantilla, con total libertad de movimientos a petición de Radomir Antić.
El 21 de diciembre de 1997, integró la selección brasileña que venció por 6-0 a la selección australiana, adjudicándose la Copa FIFA Confederaciones.
El 1 de febrero de 1998, durante el segundo tiempo del encuentro que enfrentaba al Atlético de Madrid contra el Celta de Vigo en el Estadio de Balaídos, sufre una entrada del defensa Míchel Salgado por detrás, dirigida al tobillo y sin posibilidad alguna de jugar el balón. Juninho se lesionó de gravedad con fractura de peroné y la rotura de casi todos los ligamentos del tobillo señalando falta el árbitro encargado de dirigir el encuentro, Celino Gracia Redondo, pero sin expulsar al defensa. Este incidente frenó su progresión permaneciendo de baja tres meses y llegando a disputar tan solo tres partidos al final de la temporada y a un nivel inferior al esperado. Desde este momento su nivel futbolístico se vio afectado, motivo por el cual no es llamado por su selección para acudir al Mundial de Francia 1998.
En 1998, graba un anuncio publicitario de Nike junto con varios compañeros de la selección brasileña, entre los que se encuentran Ronaldo, Romario, Lucio, Cafú, Roberto Carlos, Denilson y Leonardo.
En la siguiente temporada, la 1998-99, el Atlético de Madrid es entrenado por Arrigo Sacchi, el cual no cuenta con el futbolista. Sin embargo, tras la dimisión del entrenador, entrenan al equipo en dos periodos diferentes Carlos Sánchez Aguiar y Radomir Antić, que si cuentan con el futbolista.
En la temporada 1999-2000, entrena al Atlético de Madrid el italiano Claudio Ranieri, contratado tras la buena campaña realizada la temporada pasada con el Valencia. Este entrenador, desde el primer momento, le dice al jugador que no cuenta con él y no permite que dispute ningún partido esa temporada con el club. Lo cual provoca que se marche cedido esa misma temporada al Middlesbrough, club en el que juega veintiocho partidos y marca cuatro goles.
Las dos siguientes temporadas, el Atlético de Madrid juega en segunda división, lo que provoca que el futbolista esté cedido en dichas campañas. La primera temporada juega en Vasco da Gama (ganó la Copa Mercosur y el título de liga brasileño) y la siguiente temporada en Flamengo.
Scolari le convoca para el Mundial de Corea/Japón 2002. Hasta los octavos de final, disputa todos los partidos como titular, además de participar en la final del campeonato.
En 2002, se especula con su regreso al Atlético de Madrid, ya en primera división. Finalmente, no ocurre, ya que es traspasado al Middlesbrough. Nada más recalar en el equipo de fútbol inglés, sufre otra grave lesión (ligamento cruzado), que le hace que no pueda volver a jugar hasta la temporada siguiente.
El 12 de octubre de 2003, jugó su último partido con la selección brasileña, en un partido amistoso contra la selección jamaicana en Leicester, Inglaterra. Llega a acumular un total de cincuenta partidos con la selección absoluta.
Juninho conquistó, junto con el Middlesbrough Football Club, la Carling Cup. La final se disputó el 29 de febrero de 2004, en el Millennium Stadium, donde el Middlesbrough ganó por 2-1 al Bolton Wanderers Football Club. Se caracteriza por ser un futbolista muy hábil y veloz, y, por eso, su juego de uno contra uno casi siempre es determinante para su equipo.
En la temporada 2004-05, recala en el Celtic, jugando solo 14 partidos sin gozar de la confianza de Martin O'Neill.
En la temporada 2005-06, recala en el Palmeiras jugando a un buen nivel.
En la temporada 2007-08, juega en el Sydney FC.
En 2010, juega en Ituano. Recala en el club contribuyendo a la salvación del club en el último partido de la temporada (el último de su trayectoria como profesional). Al mismo tiempo, trabaja en el club como gestor.

## Clubes
| Club                | País       | Año       |
| ------------------- | ---------- | --------- |
| Ituano F. C.        | Brasil     | 1992-1993 |
| São Paulo F. C.     | Brasil     | 1993-1995 |
| Middlesbrough F. C. | Inglaterra | 1995-1997 |
| Atlético de Madrid  | España     | 1997-1999 |
| Vasco da Gama       | Brasil     | 2000-2001 |
| Flamengo            | Brasil     | 2001-2002 |
| Middlesbrough F. C. | Inglaterra | 2003-2004 |
| Celtic F. C.        | Escocia    | 2004-2005 |
| Palmeiras           | Brasil     | 2005-2006 |
| Flamengo            | Brasil     | 2007      |
| Sydney FC           | Australia  | 2007-2008 |
| Ituano F. C.        | Brasil     | 2010      |

## Palmarés

### Campeonatos nacionales
| Título            | Club          | País       | Año  |
| ----------------- | ------------- | ---------- | ---- |
| Copa dos Campeões | São Paulo     | Brasil     | 1995 |
| Serie A           | Vasco da Gama | Brasil     | 2000 |
| Copa de la Liga   | Middlesbrough | Inglaterra | 2004 |
| Taça Guanabara    | Flamengo      | Brasil     | 2007 |

### Campeonatos internacionales
| Título                 | Club (*)            | País                  | Año  |
| ---------------------- | ------------------- | --------------------- | ---- |
| Copa Libertadores      | São Paulo           | Brasil                | 1993 |
| Supercopa Sudamericana | São Paulo           | Brasil                | 1993 |
| Copa Intercontinental  | São Paulo           | Brasil                | 1993 |
| Recopa Sudamericana    | São Paulo           | Brasil                | 1994 |
| Copa Conmebol          | São Paulo           | Brasil                | 1994 |
| Copa Confederaciones   | Selección de Brasil | Arabia Saudita        | 1997 |
| Copa Mercosur          | Vasco da Gama       | Brasil                | 2000 |
| Copa Mundial de Fútbol | Selección de Brasil | Corea del Sur / Japón | 2002 |